# Sethos II.
Sethos II. war der 6. altägyptische König (Pharao) der 19. Dynastie (Neues Reich). Wenn er als der direkte Nachfolger von Merenptah anzusehen ist, hätte er von 1204 bis 1198 v. Chr. regiert. Bei einer eigenständigen Regierung von Amenmesse wäre die Regierungszeit nur von 1200 bis 1198 v. Chr.

## Herkunft und Familie
Über die Abstammung von Sethos II. gibt es in der Forschung unterschiedliche Ansichten. Die Mehrheit der Forscher setzt ihn mit Sethos-Merenptah, dem zweitgeborenen Sohn von Merenptah gleich. So starb beispielsweise nach Schlögl König Merenptah 1203 v. Chr. in seinem 10. Regierungsjahr und sein Sohn und Kronprinz Sethos-Merenptah wurde der direkte Nachfolger, der als Sethos II. von 1203 bis 1196 v. Chr. herrschte. Auch Tyldesley schreibt, dass Merenptah, der nach 10 Jahren auf dem Thron verstarb, seinen Sohn Sethos-Merenptah, Sohn der Isisnofret (bei Tyldesley: Isisnofret II.), zum Thronerben bestimmt hatte. Dieser galt demnach als „Erbe beider Länder, Oberbefehlshaber und ältester Prinz“.
Untersuchungen an der Mumie von Sethos II. scheinen hingegen nahezulegen, dass er nicht mit dem Herrscherhaus der 19. Dynastie verwandt war.
Auch über seine Ehefrauen und Kinder besteht Unsicherheit. Seine Große königliche Gemahlin war Tausret. Eine weitere Gemahlin war Tachat. Das einzige sicher belegte Kind von Sethos II. ist ein früh verstorbener Prinz namens Sethos-Merenptah. Seine Mutter ist unbekannt. Nach Tyldesley hatte Sethos II. insgesamt zwei Söhne. Einen früh verstorbenen Prinzen namens Sethi-Merenptah und den späteren Thronerben Ramses-Siptah, der sich als König Siptah erst ab dem 3. Thronjahr Merenptah-Siptah nannte.
Möglicherweise war Amenmesse, der einige Zeit als Gegenkönig zu Sethos II. herrschte, ebenfalls sein Sohn. Hierauf deutet eine Statue der Tachat in Karnak hin, auf der in einer Titulatur nachträglich das Wort „Mutter“ durch „Gemahlin“ ersetzt wurde. Dass Tachat sowohl Mutter Amenmesses als auch Gemahlin Sethos’ II. war, kann einerseits bedeuten, dass Sethos Amenmesses Vater war, aber auch lediglich auf eine politische Heirat nach dem Sturz Amenmesses hindeuten.

## Regierungszeit
Die Regierung Sethos II. ist untrennbar mit der Herrschaft des Amenmesse verbunden. Nach Schlögl war Amenmesse ein Enkel Ramses’ II. und unter Merenptah Vizekönig von Kusch, der sich gegen Sethos II. empörte und in Oberägypten eindrang. Auch nach Tyldesley war Amenmesse ein Usurpator, wahrscheinlich als Nachkomme Ramses’ II. ein Mitglied der Königsfamilie und möglicherweise identisch mit Messui, dem Vizekönig von Kusch. Sethos II. zerstörte deshalb die Kartuschen Amenmesses und übernahm dessen Grab (KV15).
Die Länge der Regierungsdauer von Sethos II. ist ebenfalls umstritten. Wenn man aber Amenmesse als den unter Merenptah und kurz unter Sethos II. belegten Vizekönig von Kusch, Messui, ansieht, der als Gegenkönig zu Sethos II. über Oberägypten geherrscht habe und dessen vierjährige Regierungszeit dann chronologisch nicht gezählt werden müsste, wäre Sethos II. der direkte Nachfolger von Merenptah. Somit wäre eine Regierungszeit von 5 Jahren und 10 Monate anzusetzen. 
Nördlicher Wesir unter Sethos II. in Memphis war Hori. Erhaltene Bauten aus der Regierungszeit Sethos’ II. sind eine Barkenstation für die Götter Amun, Mut und Chons, der thebanischen Triade, in Karnak und ein kleiner Obelisk vor dem ersten Pylon des Karnak-Tempels. Auch der Papyrus d’Orbiney mit dem Zweibrüdermärchen, der sich heute im Britischen Museum befindet, stammt aus der Zeit des Königs.

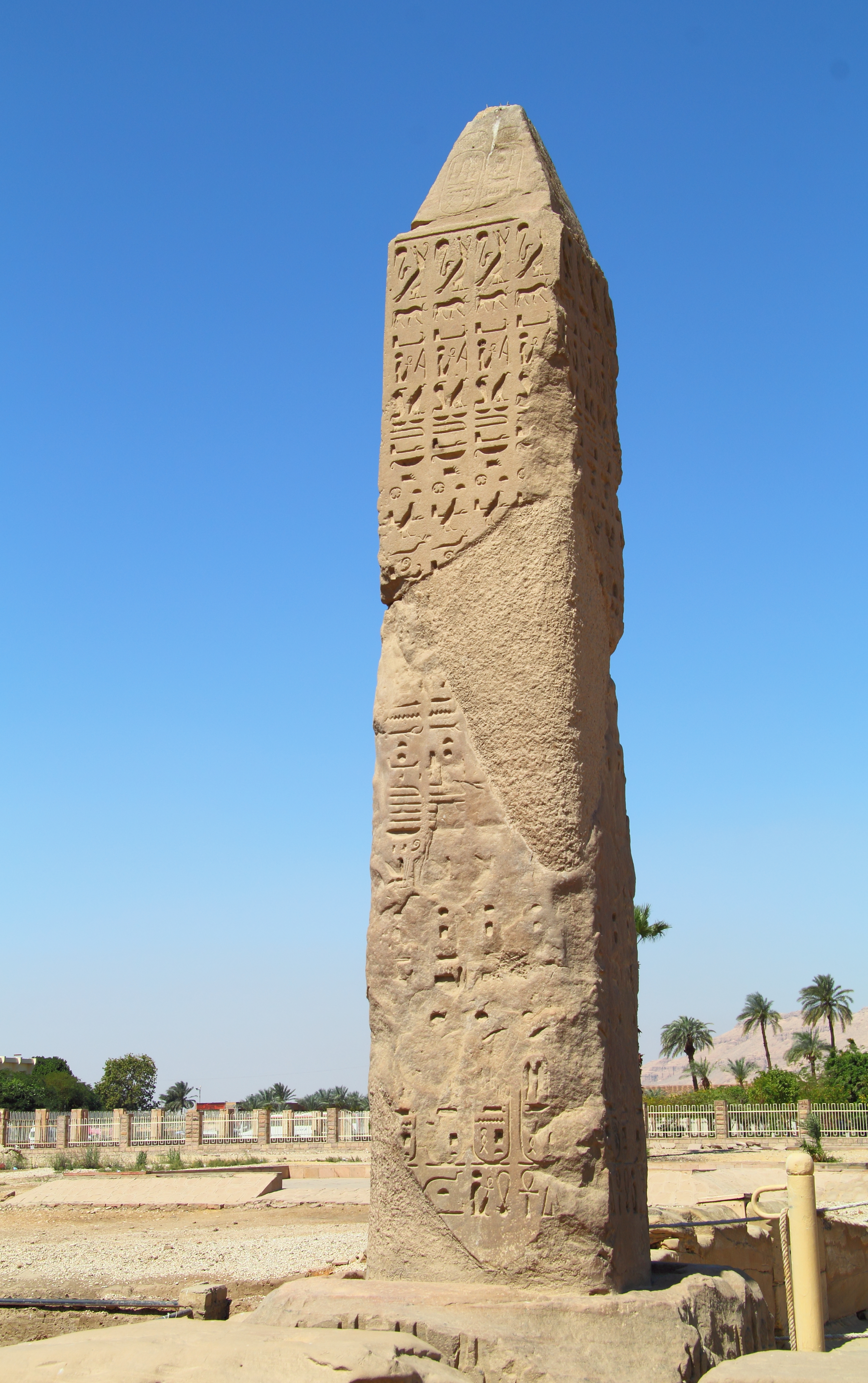
Oblisk von Sethos II. vor dem Karnak-Tempel
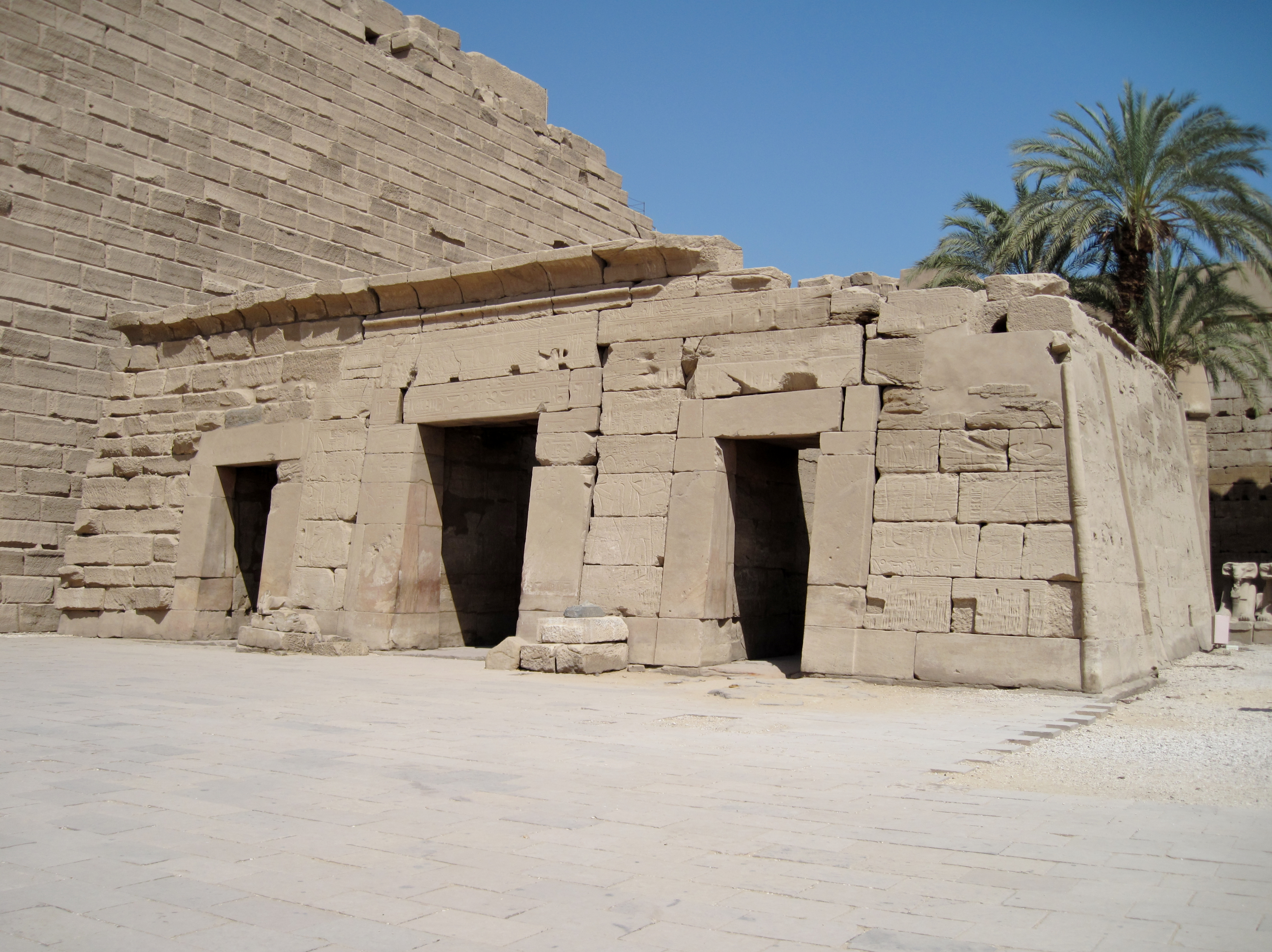
Barkenkapelle Sethos’ II. im ersten Hof des Karnak-Tempels
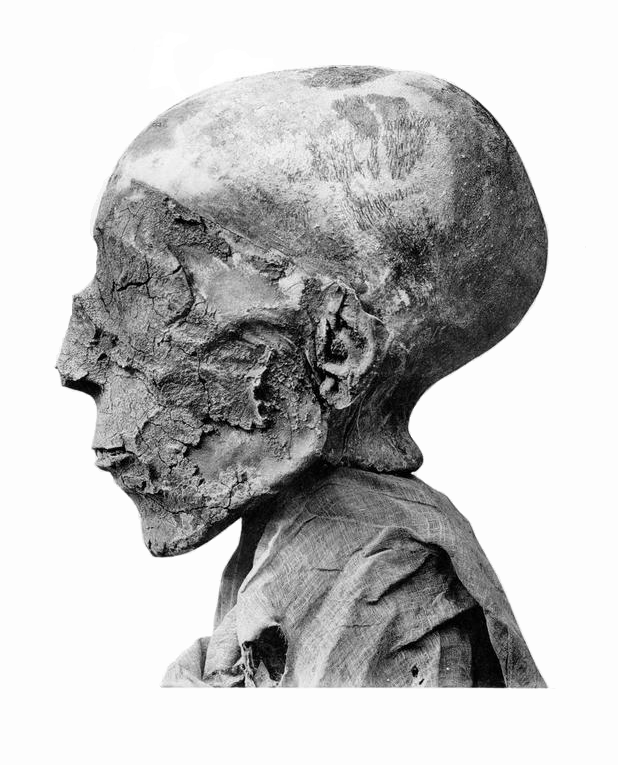
Kopf der Mumie von Sethos II.

## Tod
Sethos II. starb zwischen dem 28. Achet IV und dem 19. Peret I offenbar in Pi-Ramesse. Im siebten Jahr von Königin Tausret wurde er in ihr Grab (KV14) umgebettet und nach dem Herrschaftsantritt des Sethnacht im ursprünglichen Grab (KV15) neu bestattet.

## Nachfolge
Als Sethos II. in Pi-Ramesse starb, erbte nach Schlögl der 14-jähriger Sohn Siptah (1196–1190 v. Chr.) als Kind einer syrischen Nebenfrau den Thron, wobei zunächst Tausret die Regentschaft übernahm. Ab dem 3. Regierungsjahr nannte dieser sich Merenptah-Siptah, verstarb jedoch im 6. Regierungsjahr und Tausret nahm daraufhin die Königswürde. Auch nach Thomas Schneider war Sethos’ Nachfolger Siptah möglicherweise sein Sohn von einer syrischen Nebenfrau namens Sutiraja.
Nach einer anderen Ansicht könnte der Nachfolger Siptah aber auch ein Sohn von Amenmesse gewesen sein. Hierauf deutet eine zerstörte Statue in der Staatlichen Sammlung Ägyptischer Kunst in München hin. Auf dieser sitzt Siptah auf dem Schoß seines vollständig zerstörten Vaters. Eine solche Damnatio memoriae ist nur für Amenmesse plausibel.